# ودافون پرتغال
ودافون پرتغال (انگلیسی: Vodafone Portugal) شرکت مخابرات پرتغالی است، که در سال ۱۹۹۱ تأسیس شد.